# Ligne de Sète-Ville à Montbazin - Gigean
La ligne de Sète-Ville à Montbazin - Gigean est une ligne de chemin de fer française non électrifiée à écartement standard et à voie unique de la région Languedoc-Roussillon.

## Présentation
Antenne de la ligne de Bordeaux à Sète, la ligne de Sète-Ville à Montbazin - Gigean a été ouverte en 1887 par la Compagnie des chemins de fer du Midi et du Canal latéral à la Garonne.
Comme beaucoup de lignes secondaires en France, le trafic voyageur fut supprimé à la veille de la Seconde Guerre mondiale, en 1937.

## Histoire
La ligne est concédée à la Compagnie des chemins de fer du Midi et du Canal latéral à la Garonne par une convention signée le 14 décembre 1875 entre le ministre des Travaux Publics et la compagnie. Cette convention est approuvée à la même date par une loi qui déclare la ligne d'utilité publique à titre d'intérêt général.
Elle a été mise en service le 25 juillet 1887.
La section de Poussan-Les Oulettes à Montbazin - Gigean fut déclassée par un décret le 12 novembre 1954.